# Павлов, Владислав Сергеевич
Владислав Сергеевич Павлов (род. 1995) - мастер спорта России международного класса (подводное ориентирование).

## Карьера
Владислав занимается водными видами спорта с 2005 года.
В 2013 году он выиграл Первенство России, а также стал победителем Первенства Европы среди юниоров до 21 года. После победы был включён в сборную России на чемпионат мира, где в групповом упражнении завоевал бронзу.
Чемпион Европы 2014 года в групповом упражнении.
На Кубке России завоевал шесть медалей.
В 2015 году присвоено почётное звание мастер спорта России международного класса.